# Individuum
Individuum — российское издательство, основанное в 2015 году и специализирующееся на выпуске «приключенческого» нон-фикшна и визионерских художественных произведений.

## Продукция
Значительная часть издаваемых книги написана от первого лица непосредственными участниками описываемых в книгах событий. Среди книг, выходивших в Individuum, — журналистские расследования деятельности русских хакеров и криптомошенников, социологические работы по организованной преступности, история гомосексуальности в СССР, книги по экологии, кибернетизации, ИИ и пр.
Серии издательства: /sub — карманная серия книг о современности; Vol. — проза; «Нетревожный подход» — руководства, основанные на принципах доказательной медицины.
С 2015 года издательство выпустило более 100 книг, в том числе переводы с десяти языков.
Осенью того же года Individuum выпустил книгу Олега Навального «3 ½. С арестантским уважением и братским теплом», посвященную опыту Навального в исправительной колонии и положению заключенных в российских тюрьмах.
В августе 2020 года, в 75-ю годовщину бомбардировки Хиросимы, издательство выпустило первый перевод на русский язык книги Джона Херси «Хиросима», объединившей опыт жителей города, переживших ядерную атаку. В New York Times вышел материал с комментариями редакторов книги Феликса Сандалова и Мики Голубовского.
В декабре 2020 года вышла книга Дэниела Сасскинда «Будущее без работы. Технологии автоматизация и стоит ли их бояться», ставшая первой книгой, официально переведенной «Яндекс Переводчиком» (с указанием на титульном листе и в выходных данных). Позже, в июне 2022 года, Individuum выпустил первую книгу на русском языке, совместно написанную человеком и искусственным интеллектом, — «Пытаясь проснуться» Павла Пепперштейна и Нейро Пепперштейна.

## История
Издательство Individuum основано в 2015 году медиапродюсером и бывшим шеф-редактор студии Rambler&Co Алексеем Докучаевым и кинопродюсером, совладельцем компании «Водород» Михаилом Врубелем. Первоначально издательство планировало выпускать книги о медиа и кино. В апреле 2015 года вышла первая книга издательства: «Одной крови» Романа Супера.
Позднее издательство расширило фокус, выпуская политический нон-фикшн, книги, направленные на практическую пользу, и визионерскую прозу.
В ноябре 2017 года книжный сервис Bookmate приобрёл 51 % акций издательства Individuum. В феврале 2018 года должность главного редактора Individuum занял Феликс Сандалов. Он выбрал в качестве новой специализации приключенческий нон-фикшн. В 2018 году вышла первая книга после продажи издательства компании Bookmate — «Страна возможностей» Романа Бордунова.
В ноябре 2020 года прокуратора Республики Татарстан проверила книгу Роберта Гараева «Слово пацана. Криминальный Татарстан 1970—2010-х». В результате проверки никакой информации, которая препятствовала бы выходу книги, в ней не нашлось.
Летом 2022 года акционеры Bookmate и Individuum продали издательство основателю петербургской книжной сети «Буквоед» Денису Котову, связанному с издательством «Эксмо». В ноябре 2022 года бывшие владельцы Individuum Алексей Докучаев и Андрей Баев были признаны «иностранными агентами».
В сентябре 2023 года Денис Котов продал «Эксмо» 51 % в капитале Individuum, таким образом «Эксмо» стало владельцем контрольной доли издательства. В феврале 2024 года главным редактором издательства стал Алексей Киселев.

## Литературные премии и номинации

### Премии
- 2019 — победитель премии «Волга/НОС»: Даниил Туровский, «Вторжение. Краткая история русских хакеров».
- 2019 — победитель премии «Сноб. Сделано в России» (номинация «Литература»): Ольга Алленова, «Форпост. Беслан и его заложники».
- 2020 — вторая премия «Большой книги»: Тимур Кибиров, «Генерал и его семья» (2020).

### Короткие списки
2019
- Шорт-лист премии «Сноб. Сделано в России» (номинация «Литература»): Федор Катасонов, «Федиатрия. Нетревожный подход к ребёнку».
- Шорт-лист премии «НОС» (основная номинация): Даниил Туровский, «Вторжение. Краткая история русских хакеров».
- Шорт-лист премии «НОС» (основная номинация): Мария Бурас, «Истина существует. Жизнь Андрея Зализняка в рассказах её участников».
- Шорт-лист премии «НОС» (номинация «Приз критического сообщества»): Ольга Алленова, «Форпост. Беслан и его заложники».
- Шорт-лист премии «Волга/НОС»: Мария Бурас, «Истина существует. Жизнь Андрея Зализняка в рассказах её участников».

2020
- Шорт-лист премии Андрея Белого (номинация «Проза»): Роман Михайлов, «Ягоды. Сборник сказок».

2021
- Шорт-лист премии Александра Пятигорского: Полина Аронсон, «Любовь: сделай сам. Как мы стали менеджерами своих чувств».
- Шорт-лист премии «Просветитель» (номинация «Гуманитарные науки»): Сергей Мохов, «История смерти. Как мы боремся и принимаем».

### Длинные списки
2020
- Лонг-лист премии «Ясная поляна» (номинация «Современная русская проза»): Тимур Кибиров, «Генерал и его семья».
- Лонг-лист премии «Сноб. Сделано в России» (номинация «Литература»): Сергей Мохов, «История смерти. Как мы боремся и принимаем».

2021 
- Лонг-лист премии «Двойная звезда»: Дмитриий Хаустов, «Берроуз, который взорвался: Бит-поколение, постмодернизм, киберпанк и другие осколки».
- Лонг-лист премии «Сноб. Сделано в России» (номинация «Литература»): Денис Пузырев, «Новейшая история России в 14 бутылках водки. Как в главном русском напитке замешаны бизнес, коррупция и криминал».

2023 
- Лонг-лист премии «Просветитель» (номинация «Лучшая научно-популярная книга»): Катя Колпинец, «Формула грез. Как соцсети создают наши мечты».
- Лонг-лист премии «Просветитель. Перевод»: Рустам Александер, «Закрытые. Жизнь гомосексуалов в Советском Союзе» (перевод Ольги Быковой).
- Лонг-лист премии «Просветитель. Перевод»: Том Чиверс, Дэвид Чиверс, «Цифры врут. Как не дать статистике обмануть себя» (перевод Натальи Шаховой).

## Авторы
- Афина Актипис[англ.]
- Ольга Алленова
- Полина Аронсон
- Михаэль Байер[нем.]
- Буркхард Билгер[англ.]
- Шонесси Бишоп-Столл[англ.]
- Нелли Блай
- Рафаэль Боб-Ваксберг[англ.]
- Филип Боббитт[англ.]
- Карин Бойс[швед.]
- Бертольт Брехт
- Уилл Брукер[англ.]
- Мария Бурас
- Виталик Бутерин
- Сара Вайнман[англ.]
- Шанкар Ведантам[англ.]
- Марк Галеотти
- Роберт Гараев
- Марта Геллхорн
- Томас Гилович
- Кристин Годси
- Александр Горбачев
- Алла Горбунова
- Зак О’Малли Гринберг[англ.]
- Вив Гроскоп[англ.]
- Гасан Гусейнов
- Сара Джаффе[англ.]
- Андрей Захаров
- Харальд Йенер[англ.]
- Чарли Кауфман
- Джеффри Кейн[англ.]
- Гаспар Кёниг[фр.]
- Тимур Кибиров
- Дэвид Кинан[англ.]
- Дженни Климан[англ.]
- Габриэле Кляйн[англ.]
- Алексей Конаков
- Николай Кононов
- Стефан Краковски[швед.]
- Яша Левин[англ.]
- Эдуард Лимонов
- Джеймс Линдси[англ.]
- Ли Макинтайр[англ.]
- Мари Маннинен[фин.]
- Лев Масиель Санчес
- Роман Михайлов
- Сергей Мохов
- Алексей Мунипов
- Такаси Нагаи
- Ти Джей Ньюман[англ.]
- Меган О'Гиблин[англ.]
- Владимир Пеняков
- Павел Пепперштейн
- Кристина Пизанская
- Марк Пилкингтон[англ.]
- Хелен Плакроуз[англ.]
- Алексей Поляринов
- Питер Померанцев
- Си Ди Си Рив[англ.]
- Адам Робертс
- Ли Росс[англ.]
- Дуэйн Руссель[англ.]
- Юрий Сапрыкин
- Мэри Элиз Саротт[англ.]
- Киран Сетия[англ.]
- Алексей Смирнов фон Раух
- Элви Рэй Смит
- Уилл Сторр[англ.]
- Стоя
- Гэй Тализ
- Квентин Тарантино
- Анна Тёмкина
- Оксана Тимофеева
- Мортен Тровик[норв.]
- Даниил Туровский
- Людмила Улицкая
- Дэвид Уоллес-Уэллс
- Мишель Фейбер
- Пол Халперн[англ.]
- Дмитрий Хаустов
- Джон Херси
- Ари Херстанд[англ.]
- Вернер Херцог
- Джон Хиггс[англ.]
- Элизабет Шимпфёссль[нем.]
- Даниэль Шрайбер[нем.]
- Тамара Эйдельман
- Григорий Юдин

## Книги
- Харальд Йенер, «Волчье время. Германия и немцы: 1945—1955»
- Тимур Кибиров, «Генерал и его семья»
- Алексей Смирнов Фон Раух, «Доска Дионисия»
- Максим Семеляк, «Значит, ураган. Егор Летов: опыт лирического исследования»
- Квентин Тарантино, «Киноспекуляции»
- Кристина Пизанская, «Книга о граде женском»
- Такаси Нагаи, «Колокол Нагасаки»
- Чарли Кауфман, «Муравечество»[англ.]
- Дэвид Уоллес-Уэллс, «Необитаемая Земля. Жизнь после глобального потепления»[англ.]
- Вернер Херцог, «О хождении во льдах»[англ.]
- Квентин Тарантино, «Однажды в Голливуде»
- Ти Джей Ньюман, «Падение»[англ.]
- Нелли Блай, «Профессия: репортерка. „Десять дней в сумасшедшем доме“ и другие статьи основоположницы расследовательской журналистики»[англ.]
- Роберт Гараев, «Слово пацана. Криминальный Татарстан 1970—2010-х»
- Зак О’Малли Гринберг, «Три короля. Как Доктор Дре, Джей-Зи и Дидди сделали хип-хоп многомиллиардной индустрией»[англ.]
- Джон Херси, «Хиросима»[англ.]
- Джеймс Линдси и Хелен Плакроуз, «Циничные теории. Как все стали спорить о расе, гендере и идентичности и что в этом плохого»
- Филипп Боббитт, «Щит Ахилла. Война, мир и ход истории»[англ.]
- Питер Померанцев, «Это не пропаганда. Хроники мировой войны с реальностью»[англ.]